# Phyllis Covell
Phyllis Lindrea Covell, nascuda Phyllis Lindrea Howkins, (Londres, Anglaterra, 22 de maig de 1895 − Heyshott, Anglaterra, 28 d'octubre de 1982) fou una tennista anglesa. Fou guanyadora d'una medalla d'argent en els Jocs Olímpics de París 1924 en categoria de dobles fent parella amb Kitty McKane. També va guanyar el U.S. National Championships també amb McKane com a parella. En total va disputar sis finals de Grand Slam, quatre en dobles femenins i dos en dobles mixts, però no va aconseguir cap més títol d'aquesta categoria.
Es va casar amb Beverley Covell el 23 de setembre de 1921 a l'Índia.

## Torneigs de Grand Slam

### Dobles: 4 (1−3)
| Resultat   | Núm. | Any  | Torneig                                              | Parella          | Oponents                            | Marcador      |
| ---------- | ---- | ---- | ---------------------------------------------------- | ---------------- | ----------------------------------- | ------------- |
| Guanyadora | 1.   | 1923 | U.S. National Championships, Nova York, Estats Units | Kathleen McKane  | Hazel H. Wightman Eleanor Goss      | 6−2, 6−2      |
| Finalista  | 1.   | 1924 | Wimbledon, Londres, Regne Unit                       | Kathleen McKane  | Hazel H. Wightman Helen Wills Moody | 4−6, 4−6      |
| Finalista  | 2.   | 1929 | Wimbledon (2)                                        | Dorothy Shepherd | Peggy Saunders Phoebe Holcroft      | 4−6, 6−8      |
| Finalista  | 3.   | 1929 | U.S. National Championships                          | Dorothy Shepherd | Peggy Saunders Phoebe Holcroft      | 6−2, 3−6, 4−6 |

### Dobles mixts: 2 (0−2)
| Resultat  | Núm. | Any  | Torneig                                              | Parella         | Oponents                       | Marcador |
| --------- | ---- | ---- | ---------------------------------------------------- | --------------- | ------------------------------ | -------- |
| Finalista | 1.   | 1921 | Wimbledon, Londres, Regne Unit                       | Maxwell Woosnam | Elizabeth Ryan Randolph Lycett | 3−6, 1−6 |
| Finalista | 2.   | 1929 | U.S. National Championships, Nova York, Estats Units | Bunny Austin    | Betty Nuthall George Lott      | 3−6, 3−6 |

## Jocs Olímpics

### Dobles
| Any  | Campionat                    | Parella         | Oponents                      | Resultat |
| ---- | ---------------------------- | --------------- | ----------------------------- | -------- |
| 1924 | Jocs Olímpics, París, França | Kathleen McKane | Hazel H. Wightman Helen Wills | 7−5, 8−6 |